# Плотина Ижевского оружейного завода
Плоти́на Иже́вского оруже́йного заво́да (Заводская плотина, плотина Ижевского пруда) — гидротехническое сооружение XVIII века, построенное на реке Иж для обеспечения работы Ижевского оружейного завода. Одно из первых гидротехнических сооружений на Урале. Плотина находится в Ижевске, пересекает реку Иж с востока на запад, образуя Ижевский пруд. По гребню плотины проходит проезд Дерябина. У подножия плотины стоит Главный корпус оружейного завода. Разработчик первоначального проекта и строитель — Москвин А. С. С 1995 года является памятником истории и культуры федерального значения.

## История

### XVIII век
Начиная с весны 1760 года, плотина строилась одновременно с основными корпусами оружейного завода (ныне заводы Ижсталь и Концерн Калашников). Пруд был запружен на реке Иж 10 апреля 1760 года для обеспечения работы механизмов завода. Эту дату принято считать днём основания Ижевского завода. Плотина и Главный корпус оружейного завода являются старейшими градостроительными сооружениями Ижевска. В дальнейшем проулки строились параллельно оси плотины, а улицы — перпендикулярно ей.
Несколько сотен крепостных крестьян из окрестных деревень, приписанных к Ижевскому заводу, по заранее размеченным линиям выкопали 4 траншеи глубиной и шириной в сажень. Каркас плотины был сколочен из сосновых и дубовых брёвен, которые стягивали железными полосами, болтами и обручами, а пустоты заполняли глиной. Первоначально тело плотины представляло собой земляную насыпь с фундаментом из глины. За три летних сезона было привезено для строительства плотины более 60 тысяч тонн глины. Береговые укрепления представляли собой ряд шпунтовых свай с обвязкой их продольными брусьями. После окончания строительства плотина имела длину 570 метров, ширину 27,7 метра, высоту 8,5 метров. Образовавшееся водохранилище имело окружность более 60 км, площадь — 20 км².
В плотине были созданы прорезы для протока воды из пруда. Помимо главного ларевого прореза, через который вода подавалась на наливные колёса, был создан малый ларевой прорез, по которому вода подавалась на лесопилку, запущенную в июне 1764 года), а также шлюзы, называвшиеся «вешняками», для стока весенних вод. Для спуска воды через вешняки служили деревянные щиты, поднимавшиеся и опускавшиеся вручную. Главный ларевый прорез находился на расстоянии 145 метров вдоль плотины от шлюзов. Со стороны пруда он имел щиты для регулирования спуска воды. Ларь представлял собой канал из плотно подогнанных брёвен, проконопаченный в местах соединений, шириной 2,3 метра, высотой 3,5 метра, длиной 90,8 метра.
Ниже плотины, вдоль главного ларя, были расположены шесть производственных помещений (по три с каждой стороны жёлоба), отстоявших друг от друга на 7 метров. Все помещения имели по 10 водяных колёс, к каждому из которых подводился деревянный жёлоб для подачи воды из ларя. Такая система водораспределения обеспечивала приток необходимого количества воды в зависимости от мощности колеса. Колёса приводили в движение мехи и молоты. Первые кричные молоты были запущены на Ижевском заводе в июле 1763 года.
Через несколько лет после начала строительства плотины неподалёку от шлюзов обнаружилась промоина, не поддававшаяся быстрому ремонту. Глубину промоины не удавалось определить из-за её существенной величины. Известно, что при одной из попыток исследовать промоину погиб разведчик-доброволец. После того, как промоину засыпали глиной и дубовыми ветками, плотину нарастили со стороны пруда.
В 1773 году академик П. Паллас во время визита на Ижевский завод дал высокую оценку плотине. 27—28 июня 1774 года захватившие завод пугачёвцы подожгли плотину: сгорели водяные колёса и лари, а также стоявшие около плотины кричные фабрики и пильные мельницы. На восстановление плотины понадобилось 5 лет.

### XIX—XX века
Ижевский завод и плотина. Начало XX века
После начала строительства оружейного завода в 1807 году возникла потребность в большем уровне воды в пруду. По проекту Дерябина А. Ф. и Дудина С. Е. плотина была удлинена до 646,6 метров и расширена до 30 метров. Со стороны пруда вдоль плотины забили сваи, обвязанные продольными брусьями. Пространство между образовавшейся стенкой и телом первоначальной плотины было затрамбовано глиной и засыпано сверху речным песком. Для предохранения вешняков от напора льда во время весеннего спуска воды смонтировали специальное заграждение, так называемый двор. Все эти работы выполнялись солдатами, заводскими мастеровыми, рабочими и вольнонаёмными жителями завода, которым платили по 40 копеек в день.
В 1834—35 годах был укреплён верхний слой плотины, а затем по её гребню было построено каменное шоссе с водостоками и каменные тротуары для пешеходов. Вдоль берегов пруда были проложены улицы, быстро росла городская застройка, и дальнейшая планировка городских улиц опиралась на расположение пруда. В 1836 году был построен арочный мост, соединявший плотину с третьим этажом Главного корпуса завода. В 1842 году воды пруда вращали 32 колеса железоделательного завода и 23 — оружейного. Постепенно деревянные колёса заменялись на металлические турбины, количество колёс постепенно уменьшалось, и к 1874 году их оставалось только 33.
В 1875 году управляющий заводом П. А. Бильдерлинг предлагал построить вторую плотину пруда для увеличения уровня воды в пруду. Таким способом предполагалось восполнить недостаток воды в пруду, образовывавшийся ежегодно в конце зимы. Было подобрано место, проведены расчёты, показавшие отсутствие хозяйственного ущерба от строительства, но работы так и не были начаты. В 1885 году был произведён капитальный ремонт гидротехнических сооружений, после которого надолго был запрещён проезд телег и карет по плотине.
10 июня 1907 года на плотине, напротив Главного корпуса, в честь 100-летнего юбилея завода был установлен памятник основателю оружейного завода А. Ф. Дерябину. В 1914 году после резкого повышения значимости оружейного завода с началом Первой мировой войны охрана гидротехнических сооружений была усилена с введением новой системы пропусков, а в 1917 году было запрещено любое движение по плотине с 6 вечера до 6 утра. В первые дни Великой Отечественной войны, несмотря на отсутствие видимой опасности, была также организована охрана плотины.
В 1950-е годы пешеходная и проезжая части, проходящие по гребню плотины, были разделены чугунными фигурными решётками, выполненными мастерами завода. Рисунок ограды южного откоса плотины, состоящей из 217 секций, включает растительные орнаменты и элементы советской символики. В 1963—66 годах в летний период собственными силами завода была произведена реконструкция водосливов. Деревянные лотки были заменены железобетонными, образовавшиеся вымоины засыпали щебнем. В 1983—84 годах было отсыпано новое тело плотины, вдвое больше прежнего.
В 1995 году плотина, представляющая собой одно из старейших гидротехнических сооружений Урала и сыгравшая особую роль в развитии городского строительства в Ижевске, а также литое чугунное ограждение южного откоса плотины были признаны памятником истории и культуры федерального значения.

## Современное состояние
В 2010 году была проведена реконструкция набережной Ижевского пруда и проезда Дерябина.
В апреле 2014 года часть пешеходной дорожки и ограждения на проезде Дерябина обрушилась, плотина была признана аварийной. В 2016 году ремонт был завершён с сохранением исторических элементов плотины.
По данным обследования, проведённого в 2017 году, состояние плотины оценивается как удовлетворительное.

## Галерея
- Памятная табличка и фрагмент чугунной ограды
- Плотина до реконструкции набережной, 2006 год
- Вид на плотину
- Вид на плотину
- Вид на плотину
- Плотина со стороны пруда
- Русло Ижа ниже плотины